# Strife
Strife ist eine amerikanische Hardcore-Punk-Band aus Thousand Oaks, Kalifornien.

## Geschichte
Die Band veröffentlichte ihr Debütalbum One Truth 1994 über Victory Records. Drei Jahre später folgte das Zweitwerk In This Defiance, bei dem Chino Moreno von den Deftones, Dino Cazares von Fear Factory und Igor Cavalera von Sepultura Gastauftritte hatten.
1998 löste sich die Band auf, fand aber 2001 wieder zusammen und veröffentlichte im gleichen Jahr das dritte Album Angermeans. Als Gastmusiker zeichnete Bobo von Cypress Hill für Tribal-Drums verantwortlich, darüber hinaus kamen Piano- und Geigen-Parts zum Einsatz. Anschließend spielte Strife unregelmäßig vor Publikum, nahm für elf Jahre aber kein weiteres Album auf. Witness a Rebirth, das als erstes Album der Band nicht bei Victory Records erschien, hatte mit Igor Cavalera als Schlagzeuger erneut einen prominenten Gast.

## Stil
Zu Beginn ihrer Karriere gehörten Strife neben Earth Crisis und Snapcase zu den wesentlichen Protagonisten „für einen aggressiven, metallischen neuen Stil“ in der Straight-Edge-Szene. Diesem Stil blieb die Band auch auf ihrem bislang letzten Album von 2012 treu, das sich „völlig unbeeinflusst von den Metalcore-Exzessen des letzten Jahrzehnts“ zeige, so das Ox-Fanzine.

## Diskografie
- 1992: My Fire Burns On... (7″, New Age Records)
- 1992: Strife (7″, Indecision Records)
- 1994: One Truth (Album, Victory Records)
- 1995: Grey (7″, Victory Records)
- 1997: In This Defiance (Album, Victory Records)
- 1999: Truth Through Defiance (Kompilation, Victory Records)
- 2001: Angermeans (Album, Victory Records)
- 2012: Witness a Rebirth (Album, Holy Roar/6131 Records)
- 2012: Demo Days (7″, Indecision Records)
- 2013: Carry The Torch (7″, 6131 Records/The Hundreds)
- 2015: Incision (7″, War Records)
- 2017: Live At The Troubadour (Album, War Records)
- 2021: The Return Of The California Takeover (Kompilation, War Records)